# Azul Brazilian Airlines
Azul Linhas Aéreas Brasileiras S/A (Azul Brazilian Airlines; nebo krátce Azul) je brazilská letecká společnost sídlící v São Paulu.

## Flotila
K únoru 2019 se flotila Azul Linhas Aéreas Brasileiras skládala z následujících letadel, průměrného stáří 6,1 let: 
| Letadlo            | Počet | Objednávky | Cestující | Cestující | Cestující | Poznámky |
| Letadlo            | Počet | Objednávky | C         | Y         | Celkem    | Poznámky |
| ------------------ | ----- | ---------- | --------- | --------- | --------- | -------- |
| Airbus A320neo     | 42    | 8          | —         | 174       | 174       |          |
| Airbus A321neo     | 3     | 7          | —         | 214       | 214       |          |
| Airbus A330-200    | 8     | —          | 27        | 222       | 249       |          |
| Airbus A330-900neo | 4     | 1          | 34        | 264       | 298       |          |
| ATR-72-600         | 33    | 10         | —         | 70        | 70        |          |
| Embraer E190       | 9     | —          | —         | 106       | 106       |          |
| Embraer E195       | 53    | —          | —         | 118       | 118       |          |
| Embraer E195-E2    | 4     | 71         | —         | 136       | 136       |          |
|                    | 150   | 97         |           |           |           |          |